# Municipio de Cuauhtémoc (Chihuahua)

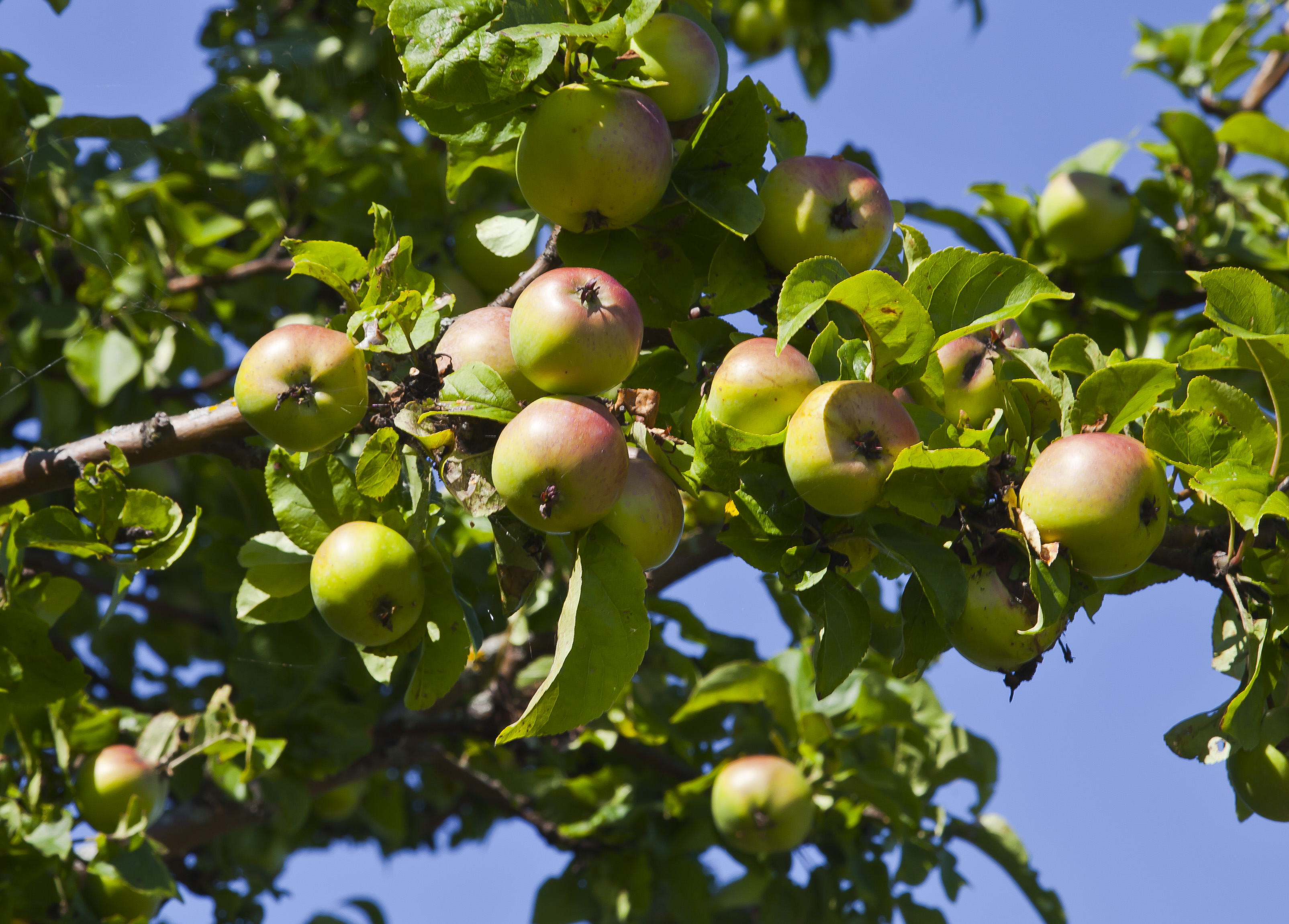
Cultivo de manzana

El municipio de Cuauhtémoc es uno de los 67 municipios en que se divide el estado mexicano de Chihuahua, siendo el tercer municipio más poblado del estado, con 180,638 personas asentadas en numerosas comunidades, entre ellos los menonitas, famosos por su producción de lácteos. Su cabecera es la ciudad de Cuauhtémoc,  Destaca a nivel nacional en producción de manzana.

## Geografía
El municipio de Cuauhtémoc se encuentra situado en la región centro-oeste del estado, en la zona de transición entre la meseta y la sierra. Limita con los municipios de Cusihuiriachi, Riva Palacio, Gran Morelos, Bachíniva, Guerrero y Namiquipa.

### Orografía e hidrografía
El territorio se encuentra situado en las estribaciones de la Sierra Madre Occidental, que le da un relieve accidentado en su parte oeste, mientras que en el este 
Cuerpos de Agua: Laguna de Bustillos y Lagunita del Pájaro.
Sus corrientes de agua pertenecen a la vertiente del interior formada por la Laguna de Bustillos, en la que desembocan los arroyos de San Antonio; Napavechi, La Vieja, y otros de menor caudal como el San Jorge y El Canelo.

### Clima y ecosistemas
Se puede el clima de transición de semi-húmedo a seco. Su temperatura media anual es de 18 °C. El municipio es muy frío durante el invierno, llegándose a registrar temperaturas extremas de los -15 °C durante las noches. El verano es agradable y el termómetro llega a registrar máximos del orden de los 38 °C. Su precipitación media anual es de 400 mm., siendo de 66 días la temporada de lluvia al año La principal flora es de pastos y olmos en las zonas planas y coníferas en las montañas, la fauna está representada por aves migratorias, como el ganso canadiense, los chanates y otras especies venado cola blanca, puma, gato montés y coyote.

## Historia
Cuauhtémoc es una ciudad joven. Antes de que los menonitas llegaran a México en la década de 1920, lo que luego se convertiría en Cuauhtémoc era poco más que una estación de aprovisionamiento de ferrocarril llamada "San Antonio de los Arenales" con algunas tiendas. Solo con el asentamiento de los menonitas comenzó a desarrollarse lentamente un asentamiento más grande, que inicialmente sirvió principalmente como centro comercial con los menonitas. 
Por eso la población en 1953 era todavía muy bajo, sólo de poco menos de 3,000, compuesta casi en su totalidad por mexicanos, con la excepción de personas nacidas en el extranjero que llegaron allí como comerciantes y muy pocos menonitas. Un ferrocarril, una carretera y una línea de autobús conectaban Cuauhtémoc con Chihuahua.

## Demografía
Según el Conteo de Población y Vivienda de 2020, realizado por el Instituto Nacional de Estadística y Geografía, la población del municipio de Cuauhtémoc es 180,638 habitantes, de los cuales 48.9% son hombres y 51.1% son mujeres.

### Localidades
En el censo de 2020 el municipio de Cuauhtémoc contaba con 461 localidades.
| Código INEGI      | Localidad         | Población (2020) |
| ----------------- | ----------------- | ---------------- |
| 080170001         | Cuauhtémoc        | 135 586          |
| 080170005         | Anáhuac           | 10 196           |
| 080170106         | Rubio             | 2 245            |
| 080170342         | Granjas el Venado | 1 556            |
| 080170113         | La Quemada        | 1 390            |
| Otras localidades | Otras localidades | 29 665           |
| Total municipal   | Total municipal   | 180 638          |

## Política

### División administrativa
El municipio de Cuauhtémoc se divide en una cabecera y tres secciones municipales, que son:
Cabecera municipal
- Cuauhtémoc

Seccionales
- Colonia Anáhuac
- Colonia Álvaro Obregón
- Colonia Lázaro Cárdenas

### Representación legislativa
Para la elección de los Diputados locales y federales, el municipio pertenece a los siguientes distritos:
Local:
- Distrito electoral local 14 de Chihuahua con cabecera en Cuauhtémoc.

Federal:
- VII Distrito Electoral Federal de Chihuahua con cabecera en Cuauhtémoc.

### Presidentes municipales
| Presidente Municipal          | Periodo   | Partido |
| ----------------------------- | --------- | ------- |
| Gumersindo Estrada            | 1950-1953 |         |
| Enrique Chávez                | 1953-1956 |         |
| Pedro Reaza                   | 1956-1959 |         |
| Carlos Enríquez C.            | 1959-1962 |         |
| Reyes Estrada                 | 1962-1965 |         |
| Homero Corral                 | 1965-1968 |         |
| Ignacio Romo Anguiano         | 1968-1971 |         |
| José Peña Flores              | 1971-1974 |         |
| Manuel Jáquez O.              | 1972-1974 |         |
| Víctor Paredes                | 1974-1974 |         |
| Manuel Martínez J.            | 1974-1977 |         |
| Graciano Flores               | 1977-1980 |         |
| Fernando Suárez Coello        | 1980-1983 |         |
| Humberto Ramos Molina         | 1983-1986 |         |
| Jorge Castillo Cabrera        | 1986-1989 |         |
| Efren Roberto Romo Chacón     | 1989-1992 |         |
| César Chavira Enríquez        | 1992-1995 |         |
| José Luis Carrasco C.         | 1995-1998 |         |
| Humberto Pérez Mendoza        | 1998-2001 |         |
| Israel Beltrán Montes         | 2001-2004 |         |
| Humberto Pérez Mendoza        | 2004-2007 |         |
| Germán Hernández Arzaga       | 2007-2010 |         |
| Israel Beltrán Montes         | 2010-2013 |         |
| Rafael Martínez Pérez         | 2013      |         |
| Heliódoro Juárez González     | 2013-2016 |         |
| Humberto Pérez Holguín        | 2016-2018 |         |
| Carlos Tena Nevárez           | 2018-2020 |         |
| Romeo Antonio Morales Esponda | 2020-2021 |         |
| Elías Humberto Pérez Mendoza  | 2021-2024 |         |

## Servicios educativos
El municipio cuenta con servicios educativos de todos los niveles. En el nivel superior, Las instituciones principales son la División Multidisciplinaria Cuauhtémoc de la UACJ, el Instituto Tecnológico de Ciudad Cuauhtémoc, y una extensión de la Universidad Autónoma de Chihuahua.